# Randall Bailey
Randall Bailey (ur. 13 września 1974 w Opa-Locka) – amerykański bokser, były zawodowy mistrz świata wagi półśredniej (do 147 funtów) organizacji IBF oraz wagi lekkopółśredniej (do 140 funtów) organizacji WBO.
Karierę zawodową rozpoczął 6 kwietnia 1996. Do marca 1999 stoczył 18 walk, wszystkie wygrywając przed czasem.
15 maja 1999 w Miami stanął do pojedynku o tytuł mistrza świata federacji WBO w wadze lekkopółśredniej z broniącym pasa Meksykaninem Carlosem Gonzalezem. Zwyciężył przez nokaut w pierwszej rundzie i został nowym mistrzem świata. W pierwszej obronie tytułu zwyciężył przez techniczny nokaut w dziewiątej rundzie Hectora Lopeza z Meksyku.
8 kwietnia 2000 obronił pas po raz drugi zwyciężając Meksykanina Rockyego Martineza przez techniczny nokaut w siódmej rundzie. Była to jego kolejna, 21 wygrana przed czasem. Do kolejnej obrony doszło 22 lipca w Miami. Spotkał się z Kolumbijczykiem Enerem Julio. Po wyrównanym pojedynku przegrał niejednogłośnie na punkty i stracił pas mistrzowski.
Po trzech kolejnych wygranych przed czasem pojedynkach 2 lutego 2002 zwyciężył Demetrio Ceballosa (Panama) przez nokaut w trzeciej rundzie i zdobył tytuł mistrza tymczasowego WBA w wadze lekkopółśredniej. Próba zdobycia wakującego tytułu mistrza pełnoprawnego była nieudana. 11 maja przegrał przez nokaut w siódmej rundzie z Kubańczykiem Diosbelysem Hurtado.
W następnych latach podejmował próby odzyskania tytułu mistrza świata federacji WBO. 4 stycznia 2003 przegrał na punkty z Amerykaninem DeMarcusem Corleyem a 11 grudnia 2004 przez techniczny nokaut w szóstej rundzie z Miguelem Cotto (Portoryko). Po zdobyciu tytułów IBA International oraz WBC Latino, 28 sierpnia 2009, przegrał przez techniczny nokaut w jedenastej rundzie pojedynek o tytuł mistrza IBF z Kolumbijczykiem Juanem Urango po czym zdecydował się przejść do kategorii półśredniej.
Cztery kolejne zwycięstwa, w tym eliminacyjny pojedynek do tytułu IBF w wadze półśredniej z Belgiem Jacksonem Osei Bonsu, pozwoliły mu stanąć do kolejnej walki o pas mistrzowski. 9 czerwca 2012 w Las Vegas zmierzył się o wakujący, po rezygnacji Andre Berto, tytuł z rodakiem Mikiem Jonesem. Zwyciężył przez nokaut w jedenastej rundzie mając przeciwnika na deskach jeszcze w rundzie dziesiątej. Do czasu przerwania walki na punkty prowadził Jones. Utracił tytuł już przy pierwszej próbie jego obrony przegrywając, 20 października, w Nowym Jorku jednogłośnie na punkty z rodakiem Devonem Alexandrem.